# Compulsion Games
Compulsion Games es una desarrolladora de videojuegos canadiense conocido por haber desarrollado juegos como We Happy Few y Contrast. El estudio está ubicado en una antigua fábrica de gramófono en el distrito de Saint-Henri de Montreal. En 2018, la desarrolladora se convirtió en un estudio interno de Xbox Game Studios.

## Historia
Compulsion Games fue fundada en Montreal en el año 2009 por Guillaume Provost, quien ya había trabajado en Arkane Studios. Empezaron a recaudar suficiente dinero para desarrollar su primer juego empezando a colaborar con otros estudios, desarrollando juegos como Darksiders, Dungeon & Dragons: Daggerdale y Arthur Christmas: Elf Run.
En noviembre de 2013, Compulsion Games lanzó su primer juego de plataformas y puzles Contrast para Microsoft Windows, PlayStation 4, PlayStation 3 y Xbox 360, logrando vender más de un milllón de copias vendidas. La versión de Xbox One fue lanzado en junio del 2014.
En 2015, la compañía anuncio We Happy Few como su siguiente juego en desarrollo. Fue mostrado durante la PAX East 2015, fue recibido con mucha emoción, a pesar de que el estudio tuvo dificultades de controlar. El juego fue comparado artísticamente, mecánicamente y narrativamente con el videojuego BioShock de 2K Games. En junio Compulsion publicó una campaña de Kickstarter para recaudar fondos para su desarrollo que al final supero su objetivo. En 2016, We Happy Few fue mostrado en el E3 2016 en el evento de Xbox Microsoft.
El juegio fue lanzado como Early-Access en PC y en Xbox One en julio de 2016. Por el verano de 2017, Compulsion Games tenía 40 personas trabajando en el juego y un cuardo de publicación con Gearbox Publishing. Compulsion anuncio la fecha de lanzamiento de We Happy Few en abril de 2018. Sin embargo en enero de 2018 se anunció su retraso para reelaborar las primeras horas de trabajo. 
En el E3 del año 2018, Microsoft, anuncio la compra de Compulsion Games formándose como una First-Party de Microsoft Studios (ahora conocido como Xbox Game Studios). We Happy Few finalmente fue lanzado en agosto del mismo año. Los críticos elogiarón su estética, dirección de arte y narrativa, pero tuvo críticas mixtas por su gameplay actual. 
En 2019, después de finalizar el DLC para We Happy Few, Compulsion empezaria a trabajar en su siguiente juego. Para octubre de 2021, el estudio dobló su personal y esfuerzo laboral para trabajar en un juego narrativo y con una perspectiva en tercera persona, evitaría algunos errores de We Happy Few como uso de elementos roguelike o un enfoque de acceso anticipado. 
En junio de 2023, fue revelado South of Midnight durante el evento de Xbox Showcase 2023, un juego de accción y aventura en tercera persona con enfoques mágicos inspirado en la cultura sureña de los Estados Unidos. En 2025, South of Midnight fue lanzado para Xbox Series X y Series S, Microsoft Windows y Game Pass.

## Videojuegos desarrollados
| Año  | Título            | Plataforma                                                          | Publicadora         |
| ---- | ----------------- | ------------------------------------------------------------------- | ------------------- |
| 2013 | Contrast          | Microsoft Windows, PlayStation 4, PlayStation 3, Xbox One, Xbox 360 | Focus Entertainment |
| 2018 | We Happy Few      | Microsoft Windows, PlayStation 4, Xbox One                          | Gearbox Publishing  |
| 2025 | South of Midnigth | Microsoft Windows, Xbox Series X/S                                  | Xbox Game Studios   |